# Campeonato Mundial das Nações Emergentes da IHF
O Campeonato Mundial de Nações Emergentes da IHF é um torneio de equipes de nível mundial organizado pela Federação Internacional de Handebol que reúne equipes de países que estão apenas começando a desenvolver o handebol e, portanto, ainda não estão qualificados para se classificar para a Copa do Mundo de Handebol.
Ele foi realizado pela primeira vez em 2015, tendo como anfitrião a República do Kosovo.
A edição de 2021 foi cancelada devido à pandemia de COVID-19.

## Edições
Segue-se, abaixo, o histórico de edições deste evento esportivo.

## Conquistas por país
| Ordem | País           | Medalha de ouro | Medalha de prata | Medalha de bronze |   |
| ----- | -------------- | --------------- | ---------------- | ----------------- | - |
| 1     | Ilhas Feroe    | 2               | 0                | 0                 | 2 |
| 2     | Cuba           | 1               | 1                | 0                 | 2 |
| 3     | Geórgia        | 1               | 0                | 0                 | 1 |
| 3     | Reino Unido    | 1               | 0                | 0                 | 1 |
| 5     | Bulgária       | 0               | 1                | 2                 | 3 |
| 6     | Letônia        | 0               | 1                | 0                 | 1 |
| 6     | Tuquia         | 0               | 1                | 0                 | 1 |
| 6     | Chipre         | 0               | 1                | 0                 | 1 |
| 9     | Kosovo         | 0               | 0                | 2                 | 2 |
| 10    | Estados Unidos | 0               | 0                | 1                 | 2 |